# 史密斯湖
史密斯湖（英語：Smith Lake）是南極洲的湖泊，位於威爾克斯地，處於邦傑山脈地區，長1.9公里，根據美國海軍拍攝空中照片繪入地圖，現時由南極條約體系管理。